# Suredaite
La suredaite è un minerale.

## Etimologia
Il nome è in onore del mineralogista argentino Ricardo Jose Sureda Leston (1946- ), per aver dato importanti contributi allo studio dei minerali e dei metalli dell'Argentina nordoccidentale.